# Beany and Cecil
Beany and Cecil (Benito y Cecilio o  El Show de Benito y Cecilio en Hispanoamérica) fue una serie de dibujos animados creada por Bob Clampett, quien ya había trabajado para Warner Bros. Empezó en 1949 como un show de marionetas llamado Time for Beany, luego como la serie animada Matty's Funnies with Beany and Cecil en 1959 y finalmente como Beany and Cecil. Una nueva temporada fue producida en 1988 con el nombre de The New Adventures of Beany and Cecil. 
Junto con Los Supersónicos y Los Picapiedra, fue de las primeras series de televisión en color en la ABC, aunque en sus inicios fue transmitida en blanco y negro ya que la cadena no transmitía a color hasta septiembre de 1962.

## Argumento
Benito es un niño que tiene una amistad con Cecilio, que es una gran serpiente marina. Ambos son perseguidos por el malvado y deshonesto John.

## Personajes
- Beany Boy (Benito en español), un niño de apariencia angelical y que lleva una gorra con un propulsor que le permite volar. Es amigo de Cecilio, a quien llama pidiendo socorro a gritos cuando se mete en algún problema o es secuestrado por algún villano.
- Cecil o «Cecil the Seasick Sea Serpent» (Cecilio o «Cecilio la Serpiente Marina» en español), una serpiente marina de color verde (nunca se ve la parte de la cola en escena), de gran fuerza y corta inteligencia. Cuando Benito se mete en problemas se transforma un su alter ego Super-Cecil (Super-Cecilo en español). Siempre tiene que soportar las situaciones desagradables de cada aventura.
- Captain Horatio Huffenpuff (El Capitán Horacio en español), el tío de Benito y capitán del barco Leakin' Lena. En todos los capítulos busca una nueva aventura riesgosa la cual los mete en graciosas situaciones, terminando siempre con la necesidad de meterse dentro de una caja que le sirve de escondite.
- Crowy (El Cuervo en español), la mascota del capitán. Pasa la mayor parte del tiempo en el «nido de ciervos», en el palo mayor.
- Dishonest John o "D.J." (Carlín Corti), el villano de la trama. Viste al estilo de Simon Legree. Siempre trata de llegar primero al objetivo de cada aventura para aventajar a la tripulación del barco y no titubea en secuestrar a Benito o agredir a Cecilio.

## Doblaje al español
| Personaje                  | Actor de voz en inglés (Estados Unidos) | Actor de doblaje (Hispanoamérica - México) | Actor de doblaje (España) |
| -------------------------- | --------------------------------------- | ------------------------------------------ | ------------------------- |
| Beany Boy                  | Jim MacGeorge/ Mark Hildreth            |                                            |                           |
| Cecil                      | Billy West                              | Jorge Arvizu                               |                           |
| Captain Horatio Huffenpuff | Jim MacGeorge                           |                                            |                           |
| Crowy                      | Jim MacGeorge                           |                                            |                           |
| Dishonest John             | Maurice LaMarche                        |                                            |                           |
| Narrador                   |                                         | Jorge Arvizu                               |                           |